# Strobilanthes shanensis
Strobilanthes shanensis är en akantusväxtart som först beskrevs av Cornelis Eliza Bertus Bremekamp, och fick sitt nu gällande namn av John Richard Ironside Wood. Strobilanthes shanensis ingår i släktet Strobilanthes och familjen akantusväxter. Inga underarter finns listade i Catalogue of Life.